# Ochodnická vrchovina
Ochodnická vrchovina  je geomorfologická část podcelku Nízké Javorníky v pohoří Javorníky. Rozprostírá se ve východní části pohoří a zabírá pás území od Krásna nad Kysucou po Kysucké Nové Mesto. 

## Polohopis
Území se nachází v severovýchodní části pohoří Javorníky a zabírá pás území na západním břehu Kysuce. Leží tedy na východním okraji podcelku Nízké Javorníky a mezi významné sídla v této oblasti patří Kysucké Nové Mesto, Ochodnica, Krásno nad Kysucou a Dunajov.  Ochodnická vrchovina sousedí na severozápadě s geomorfologickou částí Rakovská hornatina (část Vysokých Javorníků), na západě pokračují Nízké Javorníky částí Javornická brázda a na jihovýchodě částí Kysucká kotlina. Severovýchodním směrem sousedí Kysucká vrchovina s podcelkem Vojenné a na severu krátkým úsekem i Krasňanskou kotlinou. 
Severovýchodní část Javorníků patří do povodí Kysuce, které je dílčím povodím Váhu. Vodní toky z Ochodnické vrchoviny tečou východním, resp. jihovýchodním směrem a mimo východním okrajem tekoucí Kysuce protéká střední částí Blažkov potok a západním okrajem i Neslušanka. Údolím Kysuce vedou významné komunikace, obsluhující zde ležící sídla, z nich nejvýznamnější je silnice I / 11 ze Žiliny do Čadce. V její blízkosti vede i důležitá železniční trať Žilina - Ostrava. 

## Chráněná území
Tato část pohoří leží mimo Chráněné krajinné oblasti Kysuce a stejně tak zde neleží žádné zvláště chráněné území. V blízkosti západního okraje se v katastru Ochodnica nachází přírodní památka Ochodnický prameň. 

## Turismus
Východní část Nízkých Javorníků patří mezi turisticky klidnější oblasti. Jižní část Ochodnické vrchoviny slouží jako zázemí obyvatelům Kysuckého Nového Města, z něhož vede  modře značený chodník přes vrch Tábor (697 m n. m.) na Vrchrieku (napojení na  červeně značenou Javornickou magistrálu). Z Nesluše vede  zelená značka přes lokalitu Majtánky a Klimkovci do Ochodnice, odkud pokračuje samotou Belajky na Chotárny kopec (906 m n. m. na napojení na  červeně značenou Javornickou magistrálu).  Na jižním okraji je v Kysuckém Novém Městě Kysucká hvězdárna.